# Pathfinder - Le Sang du guerrier
Pour les articles homonymes, voir Pathfinder.
Pour plus de détails, voir Fiche technique et Distribution.
Pathfinder - Le Sang du guerrier (Pathfinder) est un film d'action réalisé par Marcus Nispel et distribué par la Twentieth Century Fox, sorti en 2007. Il met en scène Karl Urban et Moon Bloodgood.
Le film est un remake du film Le Passeur de Nils Gaup bien que les peuples représentés dans le film soient différents.

## Synopsis
Le film retrace l'histoire d'un conflit entre des Vikings et des Amérindiens, six siècles avant l'arrivée de Christophe Colomb sur les côtes du continent américain.

## Fiche technique
- Titre[1] : Pathfinder - Le Sang du guerrier
- Titre original : Pathfinder
- Réalisation : Marcus Nispel
- Scénario : Laeta Kalogridis
- Production :  Mike Medavoy, Arnold Messer et Marcus Nispel
- Musique : Jonathan Elias
- Image : Daniel Pearl
- Costumes : Renée April
- Montage : Jay Friedkin et Glen Scantlebury
- Date de sortie[1] :  France : 1er août 2007
- Interdit aux moins de 12 ans
- Durée : 99 minutes

## Distribution
- Karl Urban (VF : Adrien Antoine) : Ghost
- Moon Bloodgood (VF : Delphine Rich) : Starfire
- Russell Means (VF : Georges Claisse) : Pathfinder
- Clancy Brown : Gunnar
- Ralf Moeller : Ulfar
- Jay Tavare : Blackwing
- Nathaniel Arcand : Wind in Tree
- Kevin Loring : Jester
- Michelle Thrush (VF : Frédérique Tirmont) : Mère indienne

## Autour du film
Ce récit se base sur le fait réel que les vikings ont bien accosté sur le continent et ont même fondé un village à L'Anse aux Meadows à la pointe septentrionale de l'île de Terre-Neuve. Ce site pourrait être celui de la colonie légendaire de « Vinland » fondée par l'explorateur Leif Ericson aux alentours de l'an 1000 mais cette interprétation est sujette à débats.
La représentation des Vikings en revanche, est clairement fantaisiste : leur langskip est gros comme un galion et leurs équipements ne sont pas du tout en accord avec la réalité.